# Liste der Inseln im Schwarzen Meer

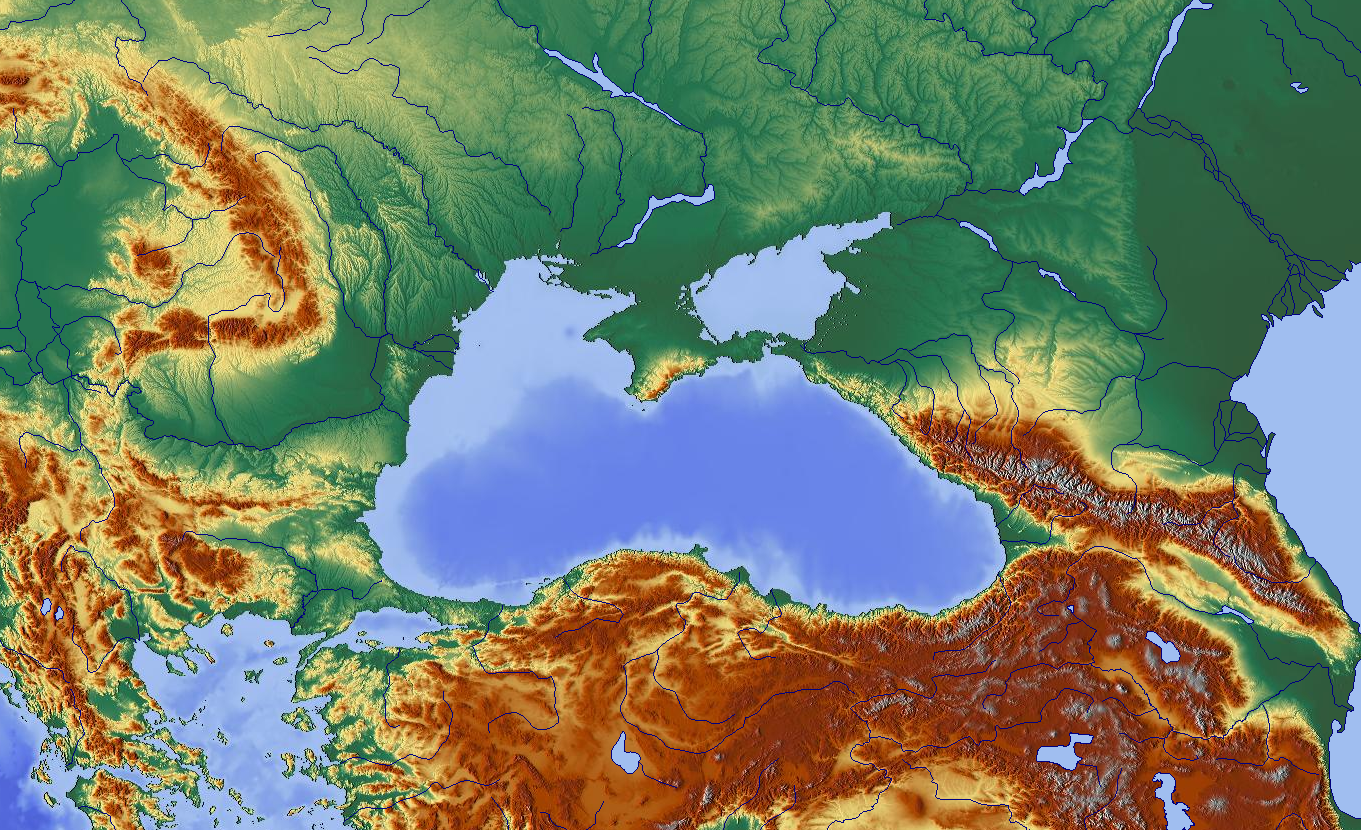
Physische Karte der Schwarzmeerregion

Die Liste der Inseln im Schwarzen Meer enthält die Inseln im Schwarzen Meer.
Bis auf Georgien verfügen alle Anrainerstaaten des Binnenmeeres über Inseln. Insgesamt befinden sich nur wenige Inseln im Schwarzen Meer, davon sind die meisten im Westen lokalisiert, im Mündungsbereiches der Donau und in der Bucht von Burgas. Die meisten Inseln und Eilande sind unbewohnt und die flächenmäßig größten Inseln sind die beiden ukrainischen Inseln Beresan an der Mündung des Dnjestr und die Schlangeninsel. Alle Inseln und Eilande befinden sich im Schelfbereich, Hochseeinseln gibt es im gesamten Schwarzen Meer nicht.

## Bulgarien

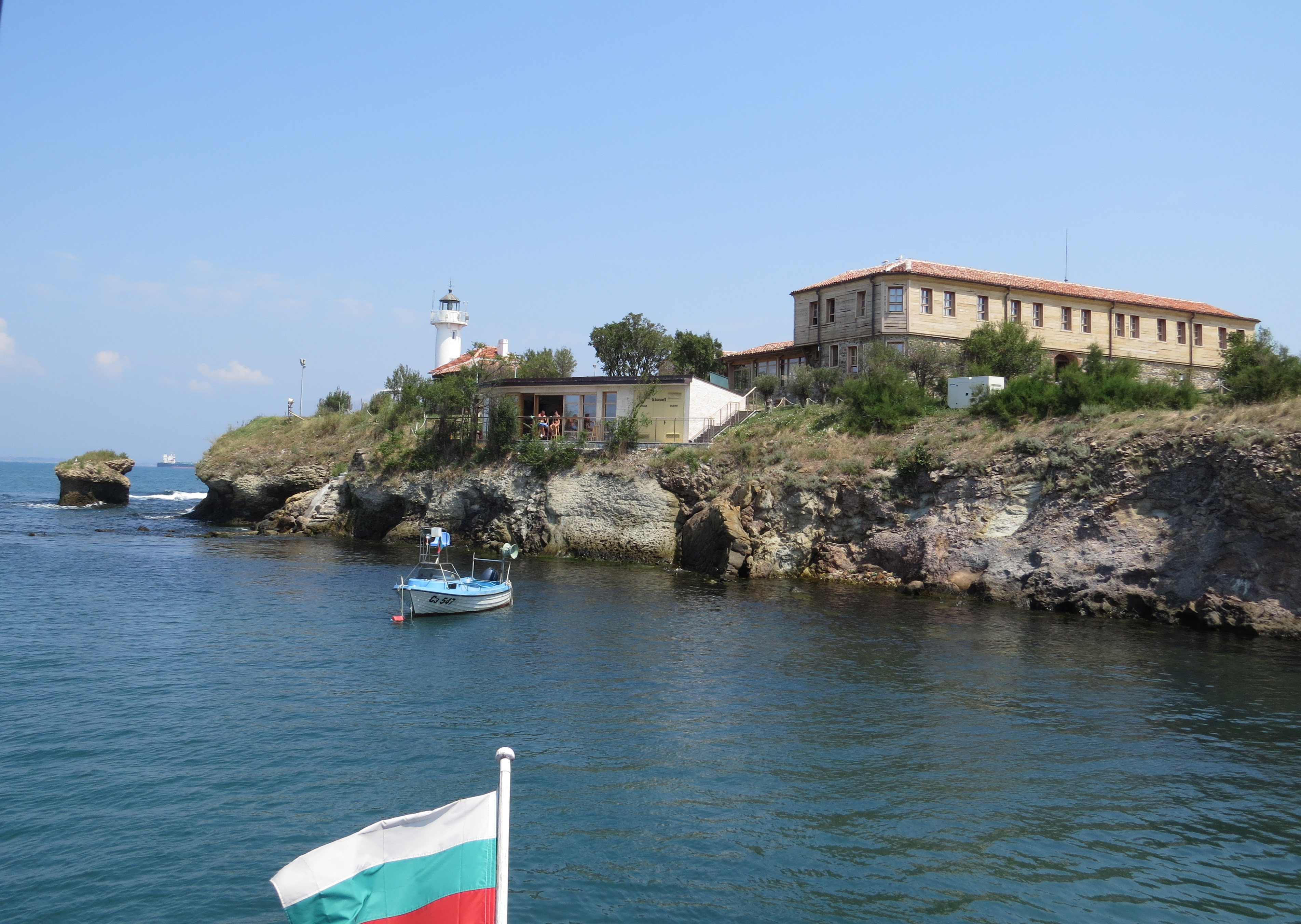
Sweta Anastasia

| Insel                                    | Einwohner | Fläche     | Koordinaten                   |
| ---------------------------------------- | --------- | ---------- | ----------------------------- |
| Ambeliz (Амбелиц)                        | unbewohnt | < 1 ha     | 42° 12′ 59″ N, 027° 48′ 19″ O |
| Ptitschi ostrow (Птичи остров)           | unbewohnt | < 1 ha     | 42° 11′ 38″ N, 027° 50′ 27″ O |
| Krokodila (Крокодила)                    | unbewohnt | < 1 ha     | 42° 17′ 24″ N, 027° 45′ 56″ O |
| Russalka (Русалка)                       | unbewohnt | 0,0024 km² | 43° 24′ 57″ N, 028° 31′ 00″ O |
| Sweta Anastasia (Oстров света Анастасия) | bewohnt   | 0,01 km²   | 42° 28′ 05″ N, 027° 33′ 11″ O |
| Sweti Kirik (Свети Кирик)                | bewohnt   | 0,08 km²   | 42° 25′ 12″ N, 027° 42′ 00″ O |
| Sweti Iwan (Свети Иван)                  | unbewohnt | 0,66 km²   | 42° 26′ 19″ N, 027° 41′ 34″ O |
| Sweti Petar (Свети Петър)                | unbewohnt | 0,015 km²  | 42° 26′ 19″ N, 027° 41′ 54″ O |
| Sweti Toma (Свети Тома)                  | unbewohnt | 0,012 km²  | 42° 20′ 30″ N, 027° 44′ 02″ O |
| Mestnost Korabite (Местност Корабите)    | unbewohnt | < 1 ha     | 42° 03′ 52″ N, 027° 59′ 12″ O |

## Rumänien
| Insel                       | Einwohner | Fläche   | Koordinaten                   |
| --------------------------- | --------- | -------- | ----------------------------- |
| Insula Sacalin              | unbewohnt | 0,21 km² | 44° 47′ 13″ N, 029° 32′ 29″ O |
| Insula K (rumänischer Teil) | unbewohnt | 0,56 km² | 45° 10′ 34″ N, 029° 45′ 39″ O |

## Russland

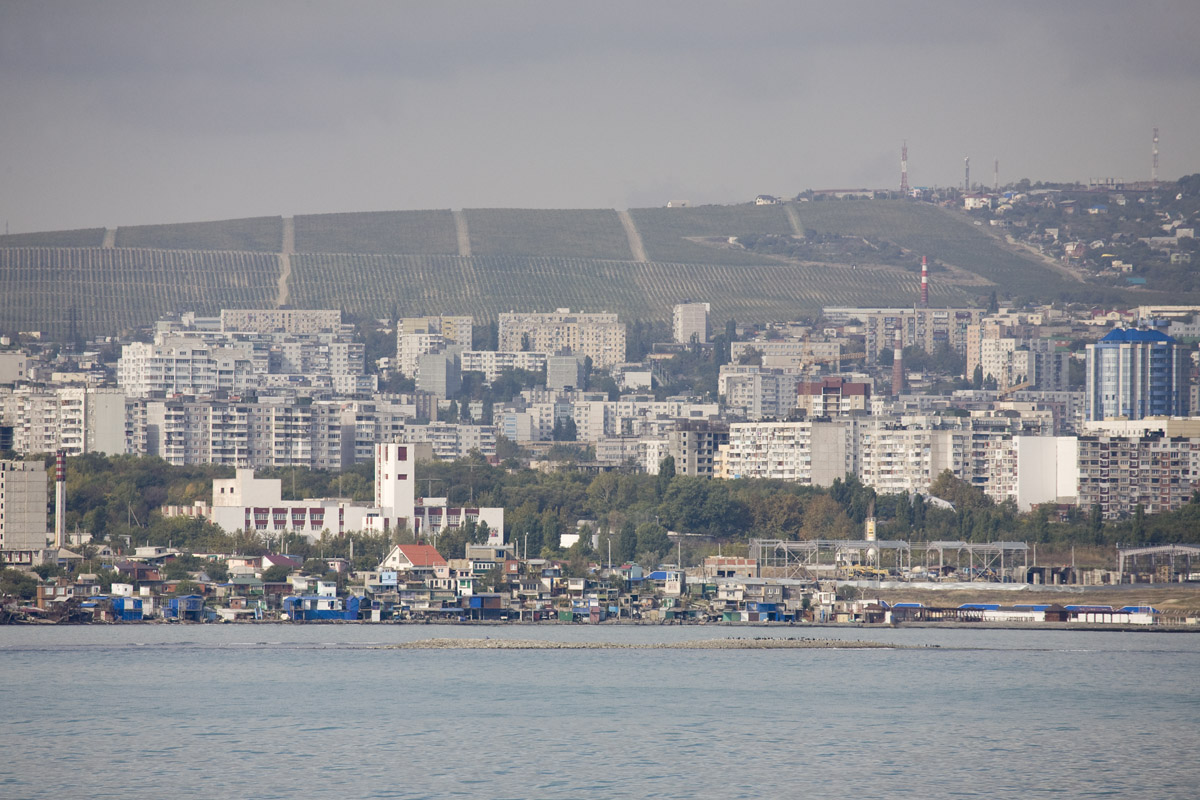
Insel Sudschuk im Vordergrund

| Insel                 | Einwohner | Fläche   | Koordinaten                   |
| --------------------- | --------- | -------- | ----------------------------- |
| Krupinina (Крупинина) | unbewohnt | ?        | 45° 18′ 58″ N, 036° 40′ 16″ O |
| Sudschuk (Суджук)     | unbewohnt | ?        | 44° 40′ 17″ N, 037° 48′ 42″ O |
| Utrisch (Утриш)       | unbewohnt | 0,04 km² | 44° 45′ 31″ N, 037° 22′ 47″ O |

## Türkei

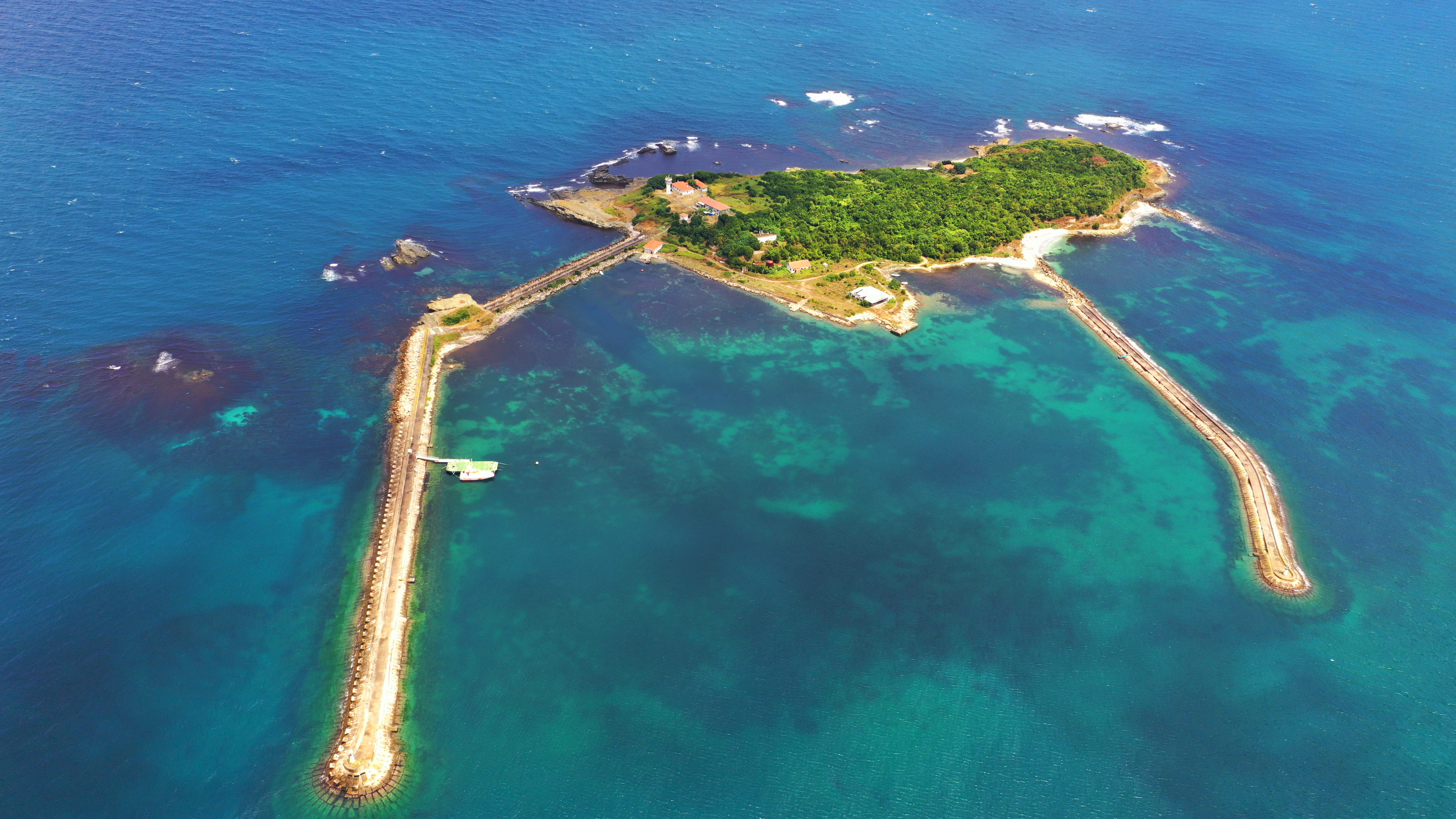
Insel Kefken Adası

| Insel                        | Einwohner                  | Fläche                       | Koordinaten                   |
| ---------------------------- | -------------------------- | ---------------------------- | ----------------------------- |
| Amazoneninsel (Amazon Adası) | unbewohnt                  | 0,825 km² (künstliche Insel) | 41° 19′ 26″ N, 036° 19′ 31″ O |
| Eşek                         | unbewohnt                  | 0,011 km²                    | 41° 14′ 03″ N, 029° 13′ 37″ O |
| Tavşan Adası                 | unbewohnt                  | 0,025 km²                    | 41° 45′ 06″ N, 032° 23′ 03″ O |
| Ocaklı Ada                   | unbewohnt                  | 0,12 km²                     | 41° 10′ 54″ N, 029° 36′ 33″ O |
| Kanincheninsel (Amasra)      | unbewohnt                  | 0,027 km²                    | 41° 45′ 13″ N, 032° 23′ 18″ O |
| Giresun Adası                | bewohnt, unbekannte Anzahl | 0,04 km²                     | 40° 55′ 44″ N, 038° 26′ 10″ O |
| Hoynat Adası                 | unbewohnt                  | 0,009 km²                    | 41° 07′ 03″ N, 037° 43′ 43″ O |
| Kefken Adası                 | nicht dauerhaft bewohnt    | 0,11 km²                     | 41° 12′ 58″ N, 030° 15′ 39″ O |
| Öreke Adaları                | unbewohnt                  | 0,11 km²                     | 41° 12′ 58″ N, 030° 15′ 39″ O |

## Ukraine

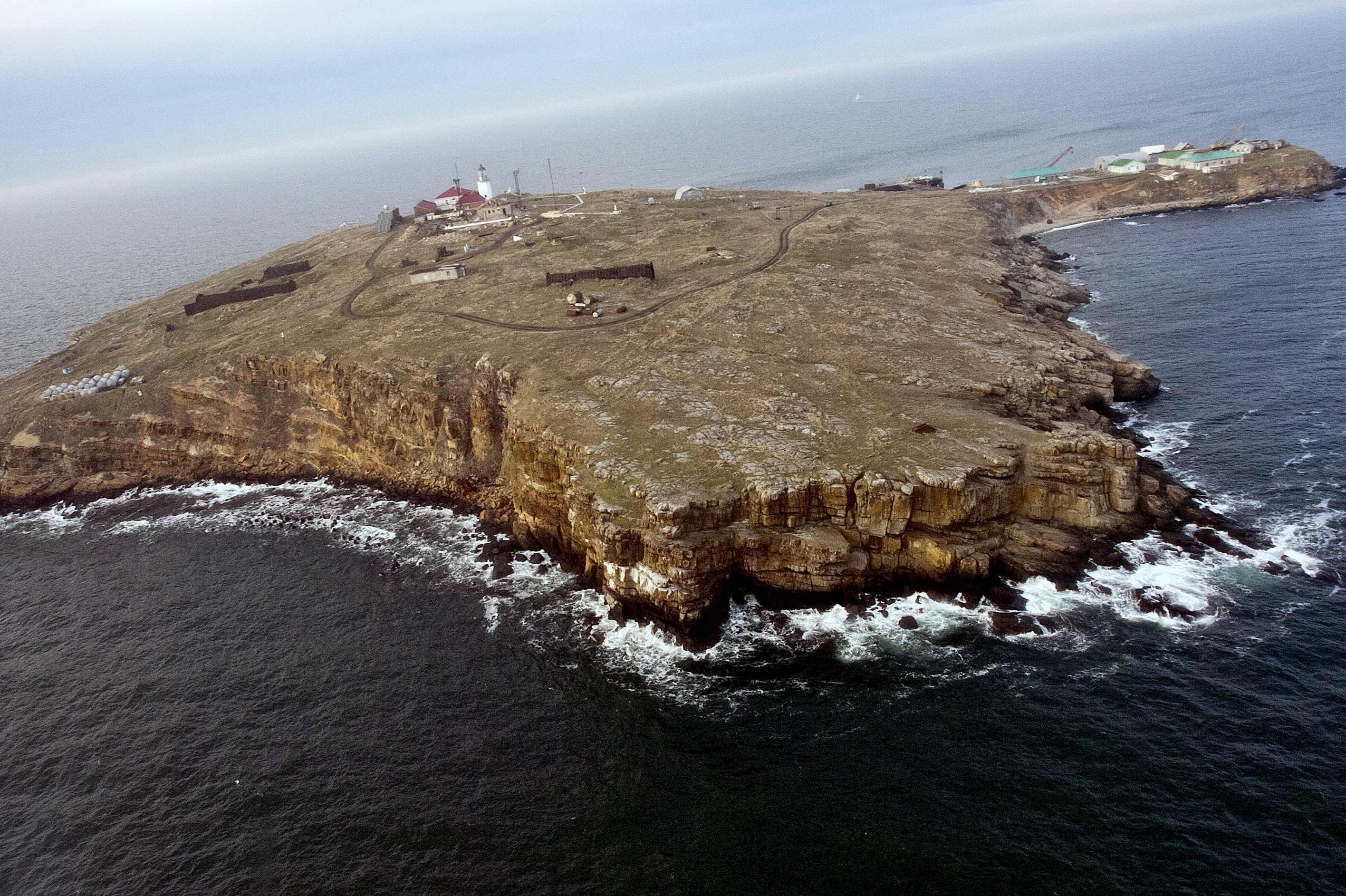
Schlangeninsel (2008)

| Insel                                       | Einwohner   | Fläche    | Koordinaten                   |
| ------------------------------------------- | ----------- | --------- | ----------------------------- |
| Adalary (Адалари)                           | unbewohnt   | < 1 ha    | 44° 32′ 32″ N, 034° 17′ 46″ O |
| Beresan (Березань)                          | unbewohnt   | 0,24 km²  | 46° 36′ 00″ N, 031° 25′ 00″ O |
| Dscharylhatsch (Джарилгач)                  | unbewohnt   | 56,05 km² | 46° 01′ 35″ N, 032° 56′ 35″ O |
| Kalantschazkі ostrowi (Каланчацькі острови) | unbewohnt   | 0,15 km²  | 46° 04′ 35″ N, 033° 13′ 50″ O |
| Ustritschnі ostrowi (Устричні острови)      | unbewohnt   | 0,04 km²  | 46° 04′ 34″ N, 033° 18′ 52″ O |
| Insula K (ukrainischer Teil)                | unbewohnt   | 0,56 km²  | 45° 11′ 48″ N, 029° 45′ 59″ O |
| Orlow (Орлов)                               | unbewohnt   | 0,25 km²  | 46° 16′ 21″ N, 031° 44′ 03″ O |
| Schlangeninsel (Острів Зміїний)             | 30 Personen | 0,17 km²  | 45° 15′ 17″ N, 030° 12′ 12″ O |
| Lebedyni ostrowy (Лебедині острови)         | unbewohnt   | 0,57 km²  | 45° 52′ 45″ N, 033° 32′ 38″ O |
| Tendra (Тендра)                             | unbewohnt   | 12,89 km² | 46° 14′ 29″ N, 031° 38′ 37″ O |
| Tusla (Тузла)                               | unbewohnt   | 3,5 km²   | 45° 16′ 06″ N, 036° 33′ 00″ O |
| Skeli-korabli (Скелі-кораблі)               | unbewohnt   | < 1 ha    | 45° 00′ 27″ N, 036° 10′ 28″ O |
| Perwomajskyj (Первомайський)                | unbewohnt   | 0,073 km² | 46° 34′ 20″ N, 031° 33′ 35″ O |